# Neohabronyx georgianus
Neohabronyx georgianus är en stekelart som beskrevs av Dasch 1984. Neohabronyx georgianus ingår i släktet Neohabronyx och familjen brokparasitsteklar. Inga underarter finns listade i Catalogue of Life.